# 서울등명초등학교
서울등명초등학교는 대한민국 서울특별시 강서구 등촌동에 있는 공립 초등학교이다.

## 학교 연혁
- 1995년 12월 6일 서울등명초등학교 개교
- 2006년 4월 11일 시설된 특수학급 개축 및 시설 개수
- 2009년 6월 28일 학교 공원화 사업 완공(서울시 지원)
- 2010년 3월 4일 돌봄교실 개설
- 2011년 9월 1일 음악실 현대화 사업
- 2011년 11월 19일 제1회 국악한마당 개최
- 2012년 3월 1일 국악실, 방과후교실, 교육상담실 설치
- 2012년 8월 1일 국악관현악단 창단(60명)
- 2012년 12월 1일 감성 디자인 실내 도색
- 2013년 8월 30일 다목적실 리모델링
- 2015년 9월 1일 스마트교실 개관
- 2016년 5월 11일 스쿨팜 조성
- 2016년 10월 5일 다목적실 안막 및 조명시설 완공
- 2017년 2월 1일 교실 냉난방기 및 텍스 교체
- 2017년 7월 31일 소운동장 잔디 조성
- 2018년 4월 27일 병설유치원 개원 기념식
- 2018년 10월 31일 조명시설 LED 교체
- 2018년 12월 26일 역사의 벽 설치
- 2019년 3월 1일 제8대 김정규 교장 취임
- 2019년 11월 23일 장애인 편의시설(엘리베이터) 교내 완공
- 2020년 2월 13일 제25회 졸업식(21명)

## 학교 상징
- 교화 - 라일락 : 맑고, 밝고, 아름다운 모습과 온 누리에 가득한 향기를 가진 라일락
- 교목 - 느티나무 : 흔들림 없는 굳센 자세로 천년을 바라보는 늠름한 느티나무

## 참고 자료
- 서울등명초등학교 - 한국교육학술정보원 학교알리미